# Flatida flosculina
Flatida flosculina är en insektsart som först beskrevs av Auber 1955.  Flatida flosculina ingår i släktet Flatida och familjen Flatidae.
Artens utbredningsområde är Madagaskar. Inga underarter finns listade i Catalogue of Life.